# پارک ملی لائم سون
پارک ملی لائم سون (انگلیسی: Laem Son National Park) در استان‌های استان رانونگ و استان پهانگ نگا در تایلند واقع شده است. این پارک در ۶۰ کیلومتر (۳۷ مایل) جنوب رانونگ در سواحل غربی کشور قرار دارد، و دارای ۱۰۰ کیلومتر (۶۲ مایل) خط ساحلی دریای آندامان است، که طولانی‌ترین ساحل حفاظت‌شده در تایلند محسوب می‌شود. این پارک ملی با نام کاج‌ها در امتداد ساحل شبه‌جزیره شناخته می‌شود. این پارک در سال ۱۹۸۳ تأسیس شد و مساحت آن ۳۱۵ کیلومتر مربع (۱۲۲ مایل مربع) است.
پارک ملی لائم سون یک منطقه ساحلی با سواحل، صخره‌های مرجانی، جنگل مانگرو و جنگل بارانی است. از ساحل هات بنگ بن، برخی از ۲۰ جزیره دورافتاده قابل مشاهده هستند، مانند کو کام یای، کو کام نوی، مو کو یپن، کو کانگ‌کائو و کو فایام، در حالی که کو کام توک (که به‌عنوان کو آو کاو خوای نیز شناخته می‌شود) و کو کام یای از این ساحل قابل مشاهده نیستند. جزایر پیاک نام یای و تائو به‌خاطر استفاده از ابزارهای سنگی توسط مکاک دم‌دراز معروف هستند. در سال ۲۰۰۲، منطقه پارک ملی لائم سون-مصب کاپو-مصب رودخانه کرا بوری به‌عنوان یک کنوانسیون رامسر معرفی شد. پس از زمین‌لرزه و سونامی ۲۰۰۴ اقیانوس هند، مقر پارک تخریب شد و آو کاو خوای (خلیج شاخ گاو) به دو جزیره کوچک تقسیم شد. یک کنسرسیوم از شرکای نهادی پروژه بازسازی مانگرو را در لائم سون تسهیل می‌کند.